# Vernal
Vernal város az USA Utah államában. Uintah megyében, melynek megyeszékhelye is. Lakosainak száma 10 079 fő (2020. április 1.).

## Népesség
A település népességének változása:

| 2010 | 9 089  |
| 2020 | 10 079 |